# Bobby Moynihan
Robert Michael Moynihan Jr. (Eastchester, 31 de enero de 1977) es un actor, comediante y actor de voz estadounidense, reconocido por integrar el elenco de Saturday Night Live entre 2008 y 2017. Ha participado en una gran cantidad de producciones de cine y televisión, entre las que destacan Monsters University, Grown Ups 2, Ted 2, 30 Rock, The Simpsons y RuPaul's Drag Race.

## Filmografía

### Cine
| Año  | Título                         | Personaje              | Observaciones |
| ---- | ------------------------------ | ---------------------- | ------------- |
| 2002 | Economics 101                  | C.D.                   |               |
| 2009 | Charlie on Parole              | Ex-Con                 | Corto         |
| 2009 | Mystery Team                   | Jordy                  |               |
| 2009 | The Invention of Lying         | Asistente              |               |
| 2010 | When in Rome                   | Puck                   |               |
| 2011 | Certainty                      | Roddy                  |               |
| 2012 | The Brass Teapot               | Chuck                  |               |
| 2012 | Revenge for Jolly!             | Bobby                  |               |
| 2013 | Monsters University            | Chet Alexander (voz)   |               |
| 2013 | Grown Ups 2                    | Male Cheerleader       |               |
| 2013 | Delivery Man                   | Aleksy                 |               |
| 2014 | Adult Beginners                | Paul                   |               |
| 2014 | Bread and Butter               | Daniel Lodgen          |               |
| 2014 | Annie                          | Tipo en el bar         |               |
| 2015 | Inside Out                     | Mentalero Bobby (voz)  |               |
| 2015 | Ted 2                          | Él mismo               | Cameo         |
| 2015 | Staten Island Summer           | Skootch                |               |
| 2015 | Underdogs                      | Rip                    |               |
| 2015 | Sisters                        | Alex                   |               |
| 2016 | The Secret Life of Pets        | Mel (voz)              |               |
| 2016 | Brother Nature                 | Todd Dotchman          |               |
| 2017 | The Book of Henry              | John                   |               |
| 2017 | The Nut Job 2: Nutty by Nature | Percival Muldoon (voz) |               |
| 2017 | Killing Gunther                | Donnie                 |               |
| 2019 | The Secret Life of Pets 2      | Mel (voz)              |               |
| 2020 | We Bare Bears: The Movie       | Panda (voz)            |               |
| 2021 | America: The Motion Picture    | Paul Revere (voz)      |               |
| 2024 | Unfrosted                      | Chef Boy Ardee         |               |
| 2024 | Amigos imaginarios             | Jeremy                 |               |
| 2024 | Inside Out 2                   | Mentalero Bobby (voz)  |               |

### Televisión
| Año           | Título                                           | Papel                               | Notas                |  |
| ------------- | ------------------------------------------------ | ----------------------------------- | -------------------- |  |
| 1996          | Homicide: Life on the Street                     |                                     | 1 episodio           |  |
| 2004          | Jump Cuts                                        |                                     | 1 episodio           |  |
| 2005          | Empire Square                                    | Rabbit (voz)                        |                      |  |
| 2006–2008     | Late Night with Conan O'Brien                    | Varios                              |                      |  |
| 2007–2008     | Bronx World Travelers                            | Glider                              | 3 episodios          |  |
| 2007–2011     | UCB Comedy Originals                             |                                     | 4 episodios          |  |
| 2008–2017     | Saturday Night Live                              | Varios                              | Reparto principal    |  |
| 2008–2012     | Saturday Night Live Weekend Update Thursday      | Varios                              | 4 episodios          |  |
| 2009          | The Electric Company                             |                                     | 1 episodio           |  |
| 2009          | Chowder                                          | Jam (voz)                           | 1 episodio           |  |
| 2009          | Mercy                                            | Conrad Bellingham                   | 1 episodio           |  |
| 2011          | UBC Comedy Originals                             |                                     | 4 episodios          |  |
| 2012          | Happy Endings                                    | Corey                               | 1 episodio           |  |
| 2012          | Ugly Americans                                   | Jerry "The Fire Ant" McMillan (voz) | 1 episodio           |  |
| 2012          | 30 Rock                                          | Stewart Derr                        | 1 episodio           |  |
| 2012          | Girls                                            | Thadd                               | 1 episodio           |  |
| 2012          | Portlandia                                       | Robert                              | 1 episodio           |  |
| 2012–2013     | The Side Car                                     | Brick (voz)                         | 7 episodios          |  |
| 2013          | Sesame Street                                    | Quacker Duck Man                    | 1 episodio           |  |
| 2013          | Aqua Teen Hunger Force                           | Zarfonius (voz)                     | 1 episodio           |  |
| 2013–2015     | The Awesomes                                     | Voces                               | 26 episodios         |  |
| 2013–2016     | Comedy Bang! Bang!                               | Fourvel                             | 4 episodios          |  |
| 2014          | Chozen                                           | Chozen (voz)                        | 10 episodios         |  |
| 2014          | Playing House                                    | Danny                               | 1 episodio           |  |
| 2014          | Drunk History                                    | Grover Cleveland                    | 1 episodio           |  |
| 2014–2016     | Jake and the Never Land Pirates                  | King Crab (voz)                     | 4 episodios          |  |
| 2015–presente | We Bare Bears                                    | Panda (voz)                         | 67 episodios         |  |
| 2015          | The Jack and Triumph Show                        | Sr. Hardgraves                      | 1 episodio           |  |
| 2015          | The Simpsons                                     | Tyler Boom (voz)                    | 1 episodio           |  |
| 2015–presente | Nature Cat                                       | Hal (voz)                           | 21 episodios         |  |
| 2016          | Netflix Presents: The Characters                 | Chuck                               | 1 episodio           |  |
| 2016          | Albert                                           | Albert (voz)                        | Telefilme            |  |
| 2017          | Man Seeking Woman                                | Puffala (voz)                       | 1 episodio           |  |
| 2017          | Descendants 2                                    | Dude (voz)                          | Telefilme            |  |
| 2017          | Big Brother                                      | Él mismo                            | 1 episodio           |  |
| 2017          | The David S. Pumpkins Animated Halloween Special | Fat Skeleton (voz)                  |                      |  |
| 2017          | SNL Presents: Halloween                          |                                     |                      |  |
| 2017–presente | DuckTales                                        | Louie (voz)                         | Reparto principal    |  |
| 2017–2018     | Me, Myself & I                                   | Alex Riley                          | Reparto principal    |  |
| 2018          | Bob's Burgers                                    | Sam (voz)                           | 1 episodio           |  |
| 2018          | Last Week Tonight with John Oliver               | Santa Claus                         | 1 episodio           |  |
| 2018          | Detroiters                                       | Él mismo                            | 1 episodio           |  |
| 2018          | Star Wars Resistance                             | Orka (voz)                          | Reparto principal    |  |
| 2018–2019     | Unbreakable Kimmy Schmidt                        | Fran Dodd                           | 3 episodios          |  |
| 2018–presente | Summer Camp Island                               | Mortimer, Melvin y Jimjams (voz)    |                      |  |
| 2019          | RuPaul's Drag Race                               | Él mismo                            | 1 episodio           |  |
| 2019-presente | The Amazing World of Gumball                     | Darwin (Voz)                        | Temporada 7-presente |  |